# Сыдыкова, Светлана Калдарбековна
Светлана Калдарбековна Сыдыкова (род. 16 ноября 1954, Мырза-Аке, Ошская область) — киргизский юрист, председатель Конституционного суда Киргизской Республики.

## Биография
В 1978 году окончила юридический факультет Киргизского государственного университета по специальности «правовед».
С 1971 по 1975 год работала секретарём судебного заседания, делопроизводителем в судах Ошской области, в 1975—1980 гг. — нотариусом нотариальной конторы Ленинского района Ошской области. В 1980 году — адвокат юридической консультации Ленинского района Ошской области.
В течение 10 лет находилась на партийных и государственных постах в Ошской области (1980—1983 — 1-й секретарь Ленинского райкома ЛКСМ Киргизии; 1983—1985 — секретарь исполкома Ленинского райсовета народных депутатов; 1985—1990 — секретарь Ленинского райкома Компартии Киргизии).
В 1990—1999 гг. — председатель Майлуу-Сууйского городского суда Джалал-Абадской области. С 1999 г. — председатель Чуйского областного суда, с 2003 г. — председатель Московского районного суда Чуйской области.
В 2007—2008 гг. — судья Конституционного суда Киргизской Республики. С 19 февраля 2008 по 13 апреля 2010 года — Председатель Конституционного суда Киргизской Республики.

## Награды
- Медаль «70 лет Жогорку Кенешу Киргизской Республики» (19.11.2009).